# Gastrancistrus hirtulus
Gastrancistrus hirtulus är en stekelart som beskrevs av Graham 1969. Gastrancistrus hirtulus ingår i släktet Gastrancistrus och familjen puppglanssteklar.
Artens utbredningsområde är:
- Nederländerna.
- Sverige.
- Turkiet.

Arten är reproducerande i Sverige. Inga underarter finns listade i Catalogue of Life.